# Sikijang
Sikijang is een bestuurslaag in het regentschap Kuantan Singingi van de provincie Riau, Indonesië. Sikijang telt 756 inwoners (volkstelling 2010).